# Пекораро-Сканио, Альфонсо
Альфонсо Пекораро-Сканио (итал. Alfonso Pecoraro Scanio; род. 13 марта 1959, Салерно) — итальянский политик, министр сельского хозяйства (2000—2001), министр окружающей среды (2006—2008). Председатель Федерации зелёных (2001—2008)

## Биография
Родился 13 марта 1959 года в Салерно.
Получив высшее юридическое образование, работал журналистом в печатной прессе, а также на местном и национальном радио и телевидении. Занялся политикой в 1980-е годы, был близок к Радикальной партии. В 1982 году основал Юридический центр по защите прав потребителей (Centro Giuridico di Denuncia a tutela dei consumatori) и Ассоциацию гражданской защиты «Зелёный дозор» (Associazione di protezione civile «Vigilanza Verde»). В 1985 году избран от зелёных в коммунальный совет Салерно, в 1987 году вошёл в первую коалиционную администрацию левоцентристов и зелёных в Салерно. С 1989 года — координатор партии Европейские зелёные, позднее избран в региональный совет Кампании, в 1992 году — в коммунальный совет Неаполя. В 1993 году основал, позднее в 1990-е стал одним из учредителей при ООН Международного совета за местные энвайронменталистские инициативы (International Council for Local Environmental Initiatives, впоследствии — ICLEI).
С 1992 по 2008 год состоял в Палате депутатов Италии XI—XV созывов.
26 апреля 2000 года получил портфель министра сельскохозяйственной политики при формировании второго правительства Амато. Важнейшим достижением в этой должности стал подписанный 18 мая 2000 года закон об организации сельского хозяйства, которым вводилось понятие многофункционального сельскохозяйственного предприятия, что потребовало также изменения гражданского кодекса Италии (кроме того, закон препятствовал распространению ГМО).
11 июня 2001 года сформировано правоцентристское второе правительство Берлускони, в котором Пекораро-Сканио не получил никакого назначения.
17 мая 2006 года получил портфель министра окружающей среды и защиты суши при формировании второго правительства Проди, указом президента Италии от 18 июля 2006 года об уточнении перечня министерств на основании постановления правительства стал именоваться министром окружающей среды и защиты суши и моря.
8 мая 2008 года второй кабинет Проди передал свои полномочия четвёртому правительству Берлускони.
В 2001—2008 годах Пекораро-Сканио являлся председателем Федерации зелёных, трижды избираясь на этот пост. С 2008 года — президент фонда Univerde, с 2016 года — координатор Научного комитета фонда Campagna Amica. Преподаватель Миланского университета Бикокка и Римского университета Тор Вергата.
На выборах в Римский муниципальный совет 3-4 октября 2021 года баллотируется по списку движения Культура, инновации и экология.

## Личная жизнь
2 июня 2000 года в интервью изданию Panorama признал свою бисексуальность.